# すきなひと
『すきなひと』は、日坂水柯による日本の漫画作品。『楽園 Le Paradis』（白泉社）にて、2009年10月号より連載中。著者初のオリジナル連載。

## あらすじ
離婚した鏡子は、大学生の頃からの友人である城田と頻繁に会うようになり、やがて成り行きで肉体関係を持ってしまう。一度だけのつもりが、その後も彼と会う度に求められるまま抱かれる関係を続けていき……。

## 登場人物
鏡子
社会人、女性。髪は焦げ茶色のセミショートで、外出時や料理をする際などには眼鏡を着用している。
大学卒業後半年ほどで父親とほとんど年齢の変わらないバツイチ男性と結婚したが、夫に愛人がおりしかも妊娠させたことが発覚し離婚した。鏡子は夫から告げられるまで、愛人の存在に全く気付いていなかった。なお離婚後、元夫は愛人と再々婚。離婚後は城田の自宅近くに引っ越し妹の亜純と同居している。度々自宅を訪れるようになった城田と成り行きで肉体関係を持ってしまい、その後もセックスフレンド的な関係が続いている。
おっさん好きで大学生の頃には教授と交際しており、周囲には秘密にさせられていた。教授と学生という関係が原因で秘密なのだと思い込んでいたが、実は彼には長年交際している恋人が別におり、二股交際がバレないようにするための秘密だった。教授の婚約発表で破局したが、その時まで自分が遊ばれていることに全く気付いていなかった。教授と交際中、唯一秘密を打ち明けた相手が城田である。
亜純に城田とのセックスを目撃されてしまい、彼と交際しているものと誤解されている。北陸出身で、出刃包丁を使い蟹を捌くことが出来る。
城田
社会人、男性。常時眼鏡着用。
離婚した鏡子が自宅近くに引っ越してきたことから、頻繁に彼女の家を訪ねて色々と差し入れをするようになる。成り行きで鏡子と肉体関係を持った後、会う度にほとんど必ずセックスに至るという関係が続いている。
大学生の頃から鏡子に好意を抱いていたが、彼女が既に彼氏持ちであることを察し、想いを告げずに別の女性と交際していた。しかし常に鏡子のことを気にかけていたため、恋人から「自分と鏡子のどちらが恋人なのか」と詰め寄られることもあった。現在はフリー。
亜純
女子高校生、鏡子の妹。焦げ茶色の腰まである長髪で、常時眼鏡着用。
学校の寮に住んでいたが、離婚して新居に引っ越した鏡子のもとに同居し始める。姉の友人である城田とは小学生の頃から顔見知りで、「シロタ」と呼ぶ。感情の変化に乏しく、男言葉のようなぶっきらぼうな喋り方をする。表情もいつも同じ。
しかし、鏡子とただの仲の良い友人だと思っていた城田がセックスしているところを目撃してしまった際には、激しい動揺を示した。友人の真帆とこの件について話すうち、誤解ではあるが、「姉が離婚のショックから立ち直って、新しい恋人を作ったのは良いこと」と肯定的に考えるようになる。
真帆
女子高校生、亜純の友人。髪は長い金髪で、おでこを大きく露出させている。脇役ながら1巻のカラー扉絵を飾っている。
亜純にとって、悩み事に対して的確なアドバイスをしてくれる良き友人である。

## 単行本
1. 2010年8月31日発売 ISBN 978-4-592-71025-7
2. 2012年4月27日発売 ISBN 978-4-592-71040-0